# Missões diplomáticas da Zâmbia

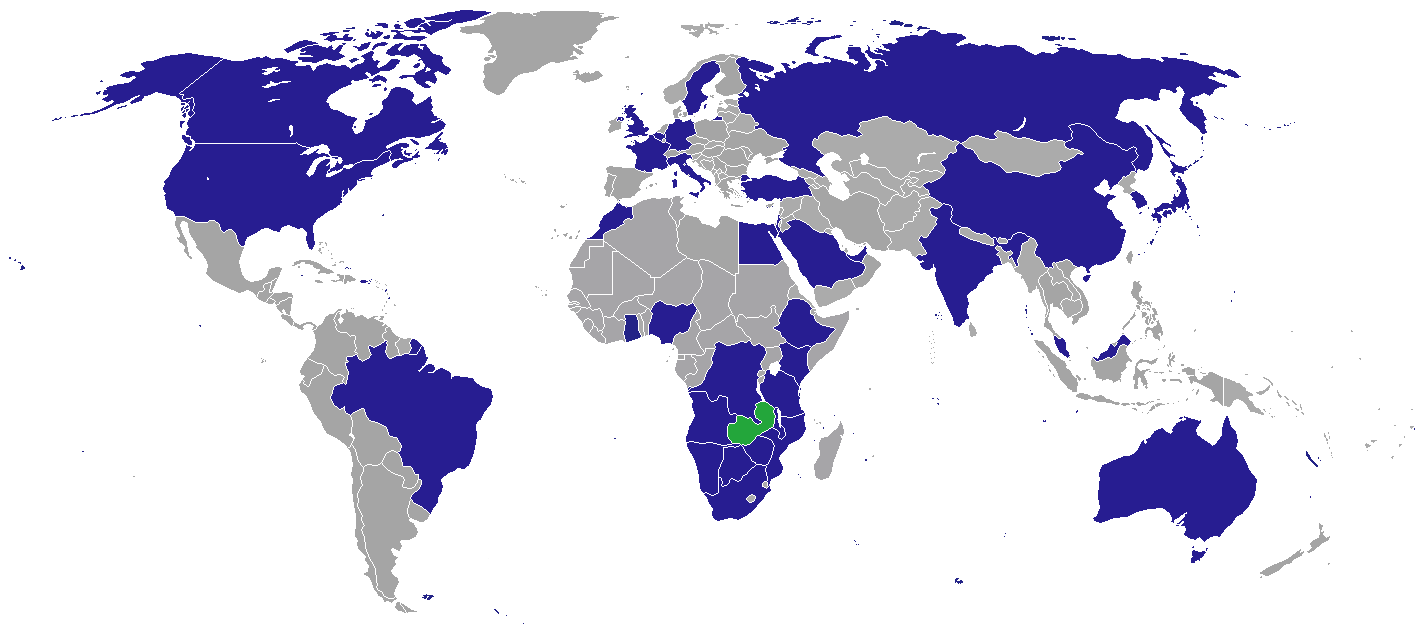
Missões diplomáticas da Zâmbia

Abaixo estão citadas as embaixadas e consulados da Zâmbia:

## Europa

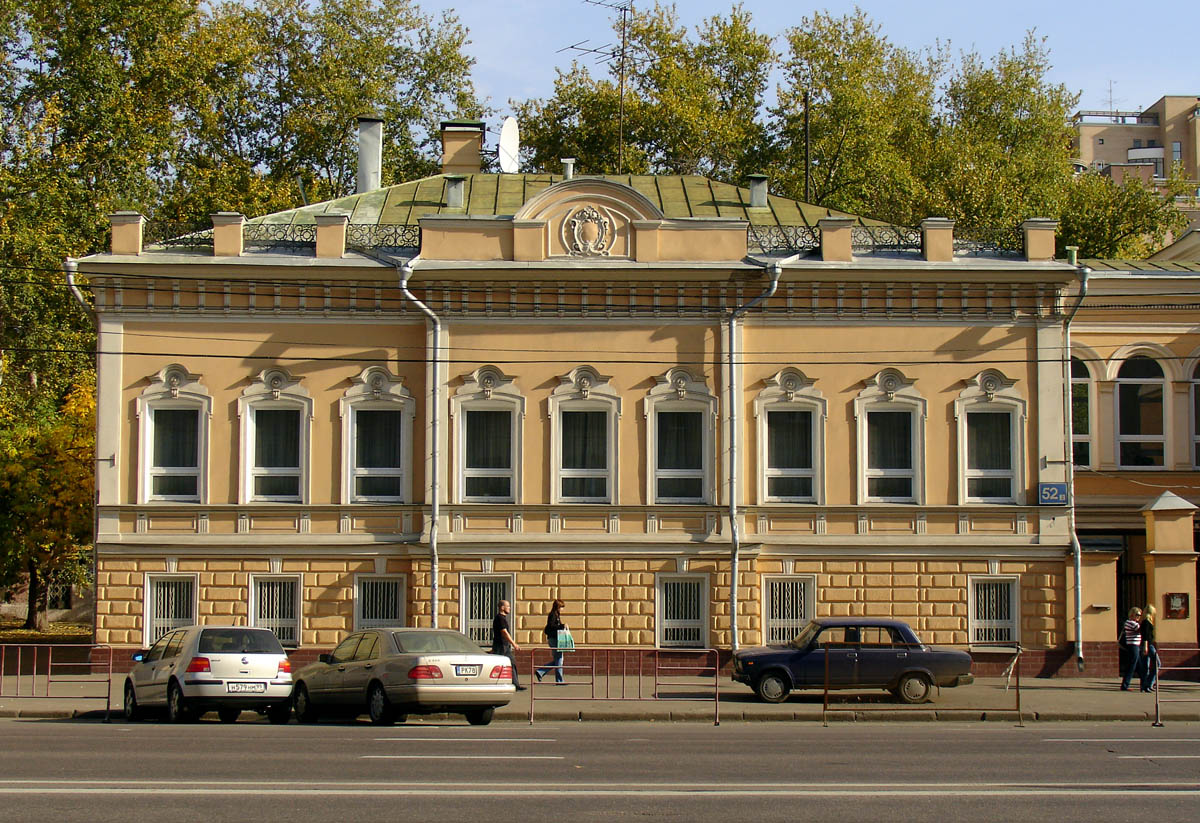
Embaixada da Zâmbia em Moscou, Rússia

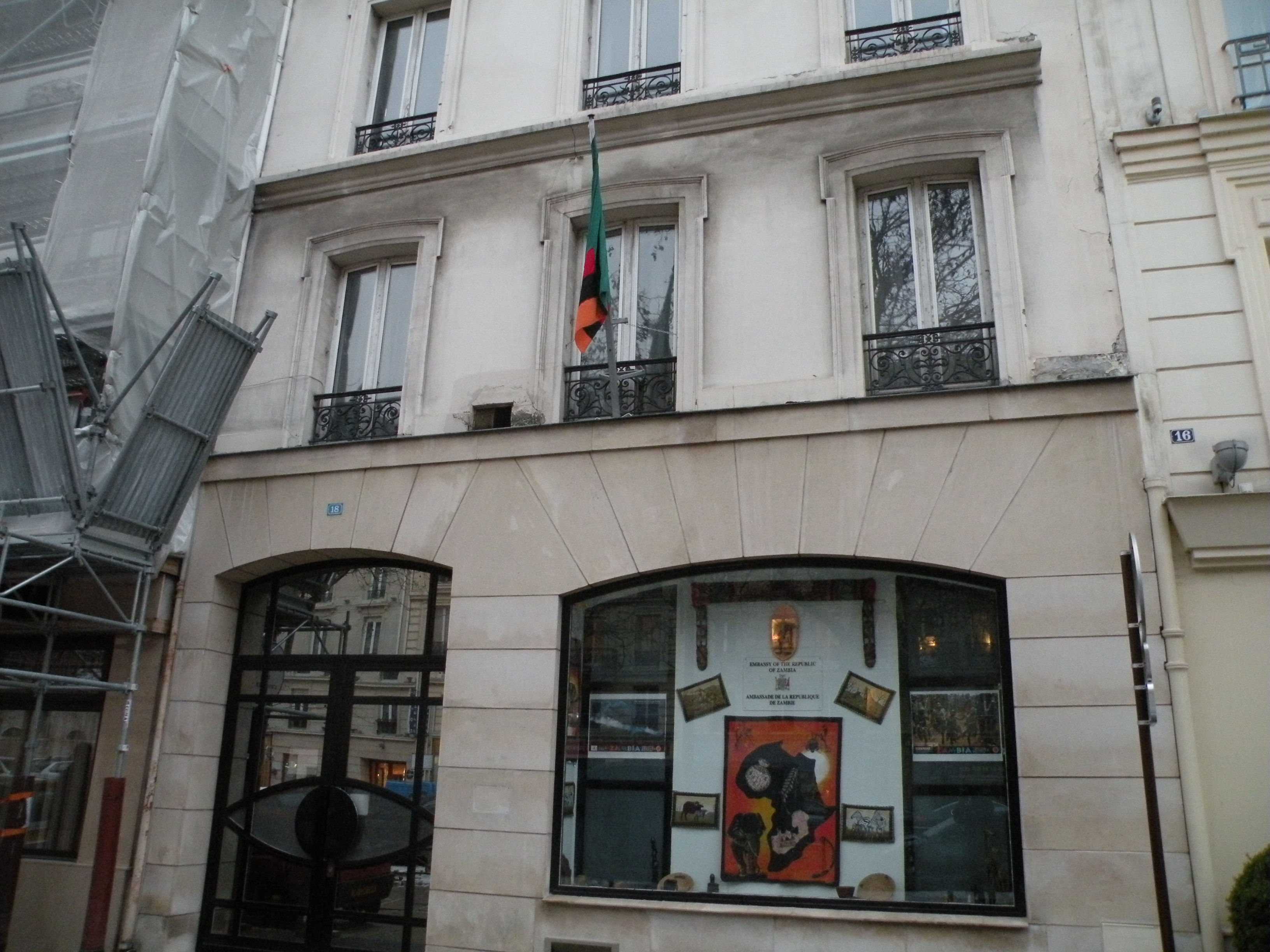
Embaixada da Zâmbia em Paris, França

- Bélgica
  - Bruxelas (Embaixada)
- França
  - Paris (Embaixada)
- Alemanha
  - Berlim (Embaixada)
- Itália
  - Roma (Embaixada)
- Rússia
  - Moscou (Embaixada)
- Suécia
  - Estocolmo (Embaixada)
- Reino Unido
  - Londres (Alta comissão)

## América

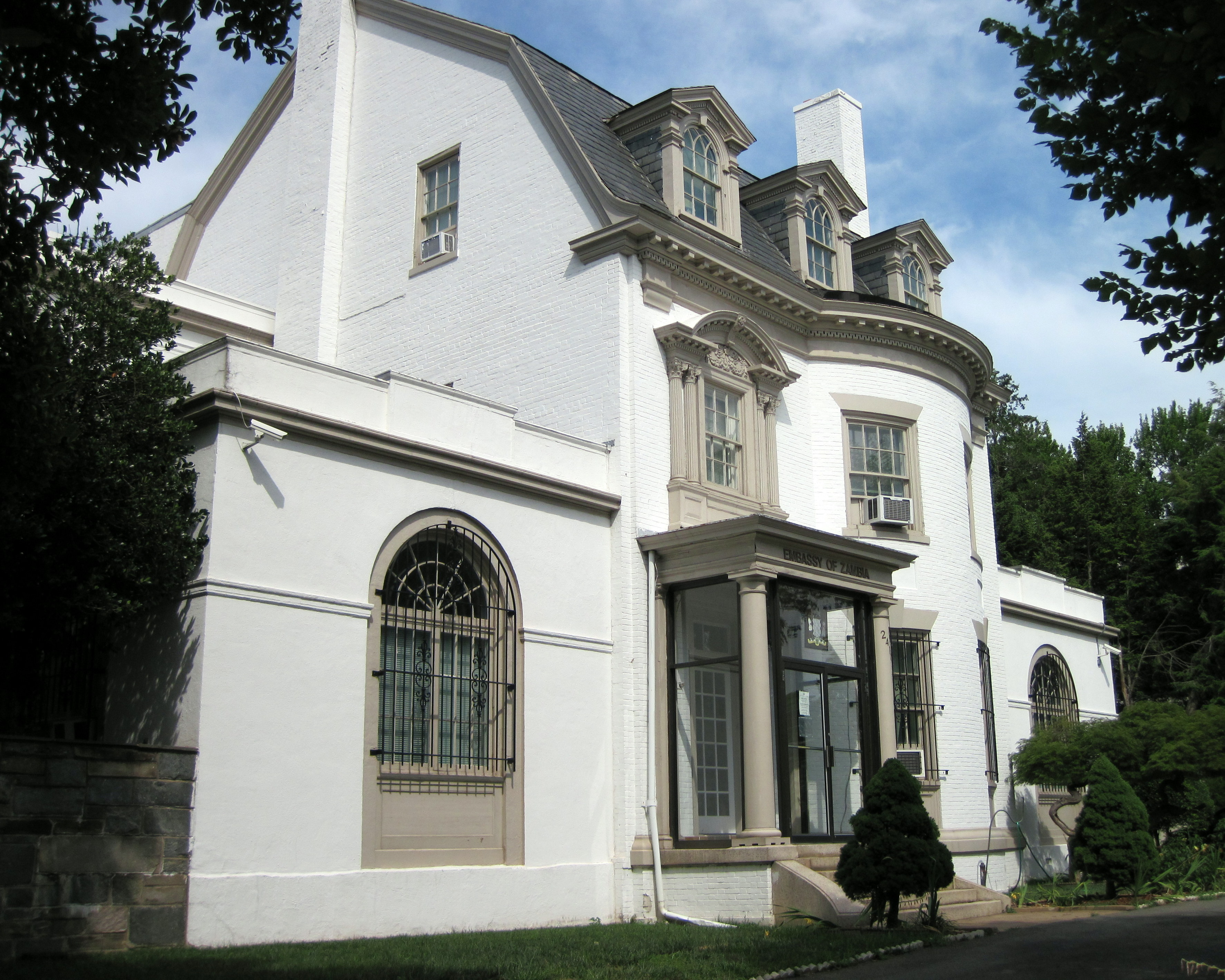
Embaixada da Zâmbia em Washington DC, Estados Unidos

- Brasil
  - Brasília (Embaixada)
- Canadá
  - Otava (Alta comissão
- Estados Unidos
  - Washington DC (Embaixada)

## África
- África do Sul
  - Pretória (Alta comissão)
- Angola
  - Luanda (Embaixada)
  - Luena (Consulado-geral)
- Botswana
  - Gaborone (Alta comissão)
- República Democrática do Congo
  - Quinxassa (Embaixada)
- Egito
  - Cairo (Embaixada)
- Etiópia
  - Adis-Abeba (Embaixada)
- Quênia
  - Nairóbi (Alta comissão)
- Líbia
  - Trípoli (Embaixada)
- Malawi
  - Lilongué (Alta comissão)
- Moçambique
  - Maputo (Alta comissão)
- Namíbia
  - Vinduque (Alta comissão)
- Nigéria
  - Abuja (Alta comissão)
- Tanzânia
  - Dar es Salã (Alta comissão)
- Zimbabwe
  - Harare (Embaixada)

## Ásia

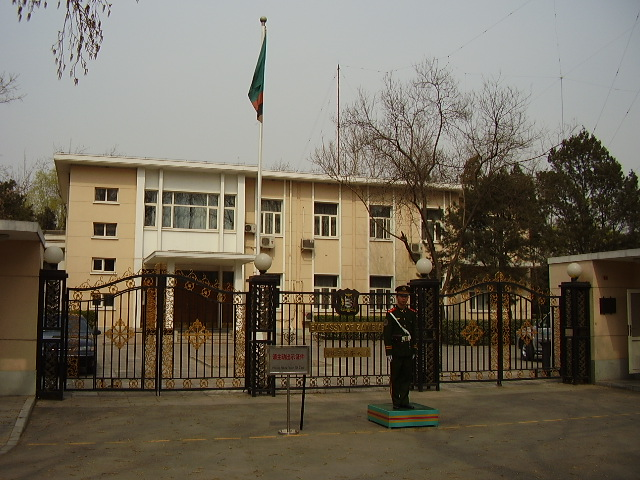
Embaixada da Zâmbia em Pequim, China

- China
  - Pequim (Embaixada)
- Índia
  - Nova Déli (Alta comissão)
- Japão
  - Tóquio (Embaixada)

## Organizações multilaterais
- Adis-Abeba (Missão permanente da Zâmbia ante a União Africana)
- Bruxelas (Missão permanente da Zâmbia ante a União Europeia)
- Genebra (Missão permanente da Zâmbia ante as Nações Unidas e outras organizações internacionais)
- Nova Iorque (Missão permanente da Zâmbia ante as Nações Unidas)